# Pelileo
Pelileo, auch als San Pedro de Pelileo bekannt, ist eine Stadt und ein Municipio in der Provinz Tungurahua in Zentral-Ecuador. Beim Zensus 2010 wohnten 10.103 Einwohner im urbanen Bereich von Pelileo. Pelileo ist Verwaltungssitz des Kantons San Pedro de Pelileo.

## Lage
Die 2590 m hoch gelegene Stadt Pelileo befindet sich im Andenhochtal von Ecuador 10 km südöstlich der Provinzhauptstadt Ambato. 3,5 km weiter östlich fließt der Río Patate nach Süden. Pelileo liegt an der Fernstraße E30 (Ambato–Baños).

## Geschichte
Die Stadt Pelileo wurde am 29. Juni 1570 von Antonio Clavijo gegründet. Am 22. Juli 1860 wurde der Kanton San Pedro de Pelileo gegründet. Die Stadt war in der Vergangenheit mehrmals von Erdbeben und Vulkanausbrüchen betroffen. Das letzte größere Erdbeben fand am 5. August 1949 statt und zerstörte Pelileo größtenteils. Im Anschluss wurde die Stadt zwei Kilometer weiter westlich als "Pelileo Nuevo" neu aufgebaut. An der Stelle der ursprünglichen Stadt entstand später "Pelileo Grande". Deren neue Kirche liegt neben den wenigen Überresten der alten Kirche von Pelileo, die beim Erdbeben zerstört wurde.

## Municipio
Das Municipio Pelileo hat eine Fläche von 56,42 km². Beim Zensus 2010 betrug die Einwohnerzahl 24.614. Das Municipio ist in zwei Parroquias urbanas gegliedert.

### Matriz
Die Parroquia Matriz (auch La Matriz oder Pelileo) bildet das Zentrum der Stadt Pelileo. Dort befindet sich die Kantonsverwaltung.

### Pelileo Grande
Die Parroquia Pelileo Grande (⊙) liegt knapp zwei Kilometer östlich vom Stadtzentrum von Pelileo.